# Hermod Skånland
Hermod Skånland (Tromsø, 15 de junio de 1925 – Gran, 16 de abril de 2011) fue un economista noruego y servidor público, que ocupó el cargo de Gobernador del Banco Central de Noruega de 1985 a 1993.

## Biografía
Skånland era hio del director de escuela Peder Skånland (1885–1958) y de la profesora Margit Maurstad (1893–1977). Finalizó sus estudios secundarios en 1944 y se graduó en económicas en 1951. Comenzó a trabajar como investigador en la Oficina Central de Estadísticas, pero después de un año fue contratado por el Ministerio de Finanzas como asesor. This was not uncontroversial, as he was arguably the least experienced of the applicants. Already in 1953 he had a tenure as acting assistant secretary. Estuvo allí durante cuantos años, exceptuando una estancia en Estados Unidps para esrudiar a mediados de los 50. Fue promocionado a secretario adjujnto en 1959, y en 1960 fue ascendido a Subsecretario de Estado Adjunto. Esto sucedió cuando otro subsecretario adjunto, Sigurd Lorentzen, dejó el ministerio, Truls Glesne sucedió a Lorentzen y Skånland hizo lo propio con Glesne. El historiador Einar Lie ha señalado que esta mezcla "dio lugar a Hermod Skånland, el niño prodigio de los economistas".
Skånland fue gobernador del Banco Central de 1985 a 1993, sirviendo como vicegobernador desde 1971. Ya como vicegobernador ocupó una posición fuerte, particularmente cuando el gobernador Knut Getz Wold estuvo enfermo. Skånland también fue miembro de varias juntas públicas en este período, así como presidente de Oficina de Estadística entre 1981 y 1993, y miembro de la junta de NTNF entre 1979 y 1985 y el Banco Nórdico de Inversión de 1976 a 1988. De 1994 a 2003 fue profesor asistente en la Escuela de negocios de Noruega BI. Fue también vicepresidente de la rama noruega de UNICEF. Fue miembro del Partido Laborista de Noruega.
Fue condecorado como Comendador de la Orden de San Olaf (1987), y ostentó órdenes extranjeras de caballería. Recibió el Premio Honorario Fritt Ord en 1980, y un festschrift dedicado a él en 1994.
En 1998 fue honorado como Comendador con la Estrella de Finlandia de Orden del León de Finlandia así como Comendador con estrella de la Orden del Halcón de Islandia. También recibió la Orden del Mérito del Gran Ducado de Luxemburgo (Comendador) y en 1990 fue galardonado con el Premio Economist en 1998.